# Comuna Zaslucine, Krasîliv
Zaslucine (în ucraineană Заслучне) este o comună în raionul Krasîliv, regiunea Hmelnîțkîi, Ucraina, formată din satele Pîsarivka, Slobidka-Cernelivska, Uleanivka Druha și Zaslucine (reședința).

## Demografie
Componența lingvistică a comunei Zaslucine
     Ucraineană (99,13%)
     Alte limbi (0,87%)
Conform recensământului din 2001, majoritatea populației comunei Zaslucine era vorbitoare de ucraineană (99,13%), existând în minoritate și vorbitori de alte limbi.